# Pcelari, Haskovo
Pcelari (în bulgară Пчелари) este un sat în comuna Stambolovo, regiunea Haskovo,  Bulgaria. 

## Demografie
Componența etnică a satului Pcelari
     Turci (97,54%)
     Nicio identificare (2,45%)
     Altele (0%)
La recensământul din 2011, populația satului Pcelari era de 204 locuitori. Din punct de vedere etnic, majoritatea locuitorilor (97,54%) erau turci. Pentru 2,45% din locuitori nu este cunoscută apartenența etnică.